# テクタセタカガメ
テクタセタカガメ（学名：Pangshura tecta）は、イシガメ科コガタセタカガメ属に分類されるカメ。コガタセタカガメ属の模式種。

## 分布
インド北部、パキスタン南部、バングラデシュ（インダス川、ガンジス川、ナルマダー川、ブラマプトラ川、マハナディ川水系）

## 形態
最大甲長23cm。オスよりもメスのほうが大型になる。椎甲板には筋状の盛りあがり（キール）があり、第3椎甲板では後方に突出する。種小名tectaは「屋根、屋根のような」の意で、本種のキールに由来し英名（roofed=屋根のような）と同義。第3椎甲板よりも第2椎甲板の方が縦幅がある。第3椎甲板後部は急速に細くなり、第4椎甲板とは僅かに接する。縁甲板は左右に12枚ずつで鋸状にならず、滑らか。背甲の色彩は褐色で、縁甲板の外縁は黄色やオレンジ色になる。またキールには赤やオレンジ色の縦縞が入る。腹甲の色彩は黄色で、各甲板に2つ以上の暗色の斑紋が入る。
頭部や頚部の色彩は暗緑色や褐色で、眼の下部から後部にかけて「く」の字状の赤い斑紋が入る。頸部には白や淡黄色の縦縞が入る。
卵は長径3.5-4.5cm、短径2.1-2.9cm。

## 生態
底質が泥で水生植物の繁茂した流れの緩やかな河川やその周辺の河跡湖、湾処、池沼に生息する。汽水域で見られることもある。
食性は植物食傾向の強い雑食で、植物の葉や茎、花、果物、水草、昆虫類、甲殻類、貝類、魚類等を食べる。幼体は動物食傾向が強いが、成長に伴い植物食傾向が強くなる。
繁殖形態は卵生。1回に3-14個の卵を産む。地域によっては年に数回産むこともある。卵は70-144日で孵化した例がある。

## 人間との関係
生息地では食用とされることもある。
開発による生息地の破壊や、食用の採集により生息数は減少しているとされる。ワシントン条約附属書Iに掲載されている。しかし個体数はコガタセタカガメ属（セタカガメ属を含めても）でも多いとされる。
野毛山動物園が本種の飼育下での自然繁殖（2001年）および人工繁殖（2006年）に成功している。